# Graminella comatus
Graminella comatus är en insektsart som beskrevs av Ball 1900. Graminella comatus ingår i släktet Graminella och familjen dvärgstritar. Inga underarter finns listade i Catalogue of Life.